# Пікалова Віра Володимирівна
Віра Володимирівна Пікалова (нар. 15 жовтня 1954, село Леб'яже Зачепилівського району Харківської області) — українська радянська діячка, трактористка колгоспу «Россия» Зачепилівського району Харківської області. Депутат Верховної Ради СРСР 10-го скликання.

## Біографія
Закінчила середню школу. У 1973 році закінчила Дніпропетровське професійно-технічне училище № 20. Член ВЛКСМ.
У 1973—1976 роках — токар Дніпропетровського заводу пресів.
У 1976 році закінчила чотиримісячні курси трактористів при Зачепилівській районній сільгосптехніці Харківської області.
З 1976 року — трактористка, ланкова-механізатор колгоспу «Россия» села Леб'яже Зачепилівського району Харківської області.
Потім — на пенсії в селі Леб'яже Зачепилівського району Харківської області.

## Нагороди
- медаль «За трудову відзнаку»
- медалі